# Canon EOS 60D
Canon EOS 60D är en digital systemkamera från Canon. Den lanserades 26 augusti 2010. Kameran har en APS-C-sensor av CMOS-typ med 18 megapixels upplösning. Det är den första systemkameran från Canon som erbjuder vridbar bakre skärm. Bland direkta konkurrenter kan nämnas Nikon D7000 och Pentax K-5. 
Canon fick mycket kritik i början för att ha "fördummat" EOS xxD serien i och med EOS 60D.
Kamerahuset var inte längre i delvis metall, utan helt i plast. Dessutom hade antalet bilder per sekund minskat.

## Teknik i urval
- 18 megapixels CMOS-sensor
- Vridbar bakre skärm med 1 040 000 pixlars upplösning
- 5,3 bilder per sekund
- Filmning i full HD med variabla bildfrekvenser
- Möjlighet att fjärrstyra externa blixtar direkt från kameran
- Elektroniskt vattenpass